# Violetta (miniserie televisiva)
Violetta è una miniserie televisiva italiana in due puntate trasmessa su Rai 1 il 16 e il 17 ottobre 2011. È diretta da Antonio Frazzi, tratta dall'opera La traviata di Giuseppe Verdi e dal romanzo di Alexandre Dumas La signora delle camelie che ispira l'opera. Tuttavia è una trasposizione dai salotti parigini dell'800 al periodo risorgimentale dell'Italia del 1848.
I protagonisti Violetta e Alfredo sono interpretati rispettivamente da Vittoria Puccini e Rodrigo Guirao Díaz. La miniserie è stata girata in parte tra Piombino (Li) e il golfo di Baratti/ Populonia (Li) oltre che a Torino.

## Trama
Il messo imperiale Caleffi (Tobias Moretti) indaga Violetta Valery (Vittoria Puccini) a causa dei suoi legami coi patrioti che si oppongono al dominio austriaco. Tra le persone interrogate vi è Alfredo (Rodrigo Guirao Diaz), uno studente idealista che si troverà così a raccontare la storia d'amore che lo lega alla donna.
Alfredo conosce Violetta e se ne invaghisce, corteggiandola. La donna, inizialmente titubante, cede e tra i due scoppia la passione. Alfredo scopre però che Violetta è una cortigiana. Dilaniato dai dubbi sul lasciarla o no, si fa convincere dalle promesse della donna di cambiare vita. I due si rifugiano in Liguria per poter vivere il loro sentimento. Giorgio, padre di Alfredo, convince però Violetta che per il suo stesso bene è meglio che lo abbandoni. Sentendosi ingannato, il giovane ritorna a Milano e si riavvicina ai rivoluzionari, restando ferito in uno scontro con gli austriaci.
In seguito Alfredo scoprirà che Violetta in realtà non ha mai smesso di amarlo e che svolgeva la sua attività di cortigiana per fini patriottici. La ritroverà troppo tardi, quando ormai è ridotta in fin di vita dalla tisi.

## Ascolti televisivi
| nº | Titolo          | Prima TV Italia | Telespettatori | Share  |
| -- | --------------- | --------------- | -------------- | ------ |
| 1  | Prima puntata   | 16 ottobre 2011 | 4.517.000      | 15,60% |
| 2  | Seconda puntata | 17 ottobre 2011 | 4.996.000      | 18,80% |